# VC Weert
VC Weert est un club néerlandais de volley-ball fondé en 1970 et basé à Weert qui évolue pour la saison 2017-2018 en Eredivisie dames.

## Palmarès
- Championnat des Pays-Bas
  - Vainqueur : 2011.
- Coupe des Pays-Bas
  - Vainqueur : 2000, 2011.
  - Finaliste : 2012.
- Supercoupe des Pays-Bas
  - Vainqueur : 1998, 2011, 2012.

## Effectifs

### Saison 2017-2018
| No                                         | Nom                                        | Date de naissance                          | Taille                         | Poids                          | Poste                          |
| ------------------------------------------ | ------------------------------------------ | ------------------------------------------ | ------------------------------ | ------------------------------ | ------------------------------ |
| 1                                          | Laura Bock                                 | 15 octobre 1990                            | 185                            |                                | Réceptionneuse-attaquante      |
| 2                                          | Sabine Beersma                             | 18 décembre 1989                           | 175                            | 75                             | Passeuse                       |
| 3                                          | Lieke Vergeer                              | 28 juillet 1993                            | 190                            | 82                             | Attaquante                     |
| 4                                          | Lieke Clerkx                               | 4 janvier 1991                             | 178                            | 65                             | Réceptionneuse-attaquante      |
| 5                                          | Laury van Enckevort                        | 24 mai 1997                                | 184                            |                                | Centrale                       |
| 6                                          | Maartje van Gestel                         | 8 janvier 1996                             | 172                            | 58                             | Passeuse                       |
| 7                                          | Ivy Sanders                                | 1er janvier 1997                           | 183                            |                                | Centrale                       |
| 8                                          | Imke Blokland                              | 1er janvier 1996                           | 189                            |                                | Centrale                       |
| 9                                          | Laura Overwater                            | 11 avril 1998                              | 186                            |                                | Centrale                       |
| 10                                         | Karin Mennen                               | 21 novembre 1987                           | 172                            | 65                             | Libero                         |
| 11                                         | Sara Voskuilen                             | 26 novembre 1991                           | 178                            |                                | Réceptionneuse-attaquante      |
| 12                                         | Kim van den Boorn                          | 1er mai 1995                               | 179                            |                                | Attaquante                     |
| 13                                         | Yvonne Klompen                             | 1er janvier 1994                           | 177                            |                                | Réceptionneuse-attaquante      |
|                                            |                                            |                                            |                                |                                |                                |
| Encadrement technique                      | Encadrement technique                      |                                            | Légende                        | Légende                        | Légende                        |
| Entraîneur : Fred Hermans                  | Entraîneur : Fred Hermans                  | Entraîneur : Fred Hermans                  | : Capitaine                    | : Capitaine                    | : Capitaine                    |
| Entraîneur(s) adjoint(s) : Johan Tegelaers | Entraîneur(s) adjoint(s) : Johan Tegelaers | Entraîneur(s) adjoint(s) : Johan Tegelaers | : Joueuse blessée actuellement | : Joueuse blessée actuellement | : Joueuse blessée actuellement |
| Manager général : Mariëlle Meulen          |                                            |                                            |                                |                                |                                |